# Marcos Mauricio Córdoba
Marcos M. Córdoba (Ciudad de Buenos Aires (Argentina), 19 de noviembre de 1953) es un jurista argentino. 

## Biografía y pensamiento
Se doctoró en Derecho en 1994 por la Universidad de Buenos Aires. Su tesis doctoral obtuvo el Premio Profesor Eduardo Prayones (Mejor Investigación del Derecho Civil), Universidad de Buenos Aires, 2001 y el Premio Facultad mediante Resolución C.D. n.º 11838/98 del 31 de octubre de 1998 como autor de la Tesis Doctoral "La Posesión Hereditaria" que resultara la "Mejor Tesis sobresaliente del Derecho" de "mérito excepcional".
Se le atribuye ser el creador de la Escuela de la Solidaridad Jurídica, que postula en su doctrina que la solidaridad es un principio general del derecho, aseveración no reconocida por la doctrina de su país hasta la divulgación de su obra. Su pensamiento inspiró la implementación de normas  positivas que han obligado a la tutela judicial efectiva en temas alimentarios y a la incorporación, en el nuevo Código Civil y Comercial Argentino, de protecciones específicas para discapacitados.
Estas ideas generaron el reconocimiento de países de diversa orientación política como Italia y Cuba. La mejora especial a favor del heredero con discapacidad como trascendente novedad aportada por Córdoba fue receptada en el artículo 2448 del Código Civil de la República Argentina. En su versión original, Córdoba agregaba a todo heredero que se sacrifique por atender al causante de la sucesión, en ellos quedaba incluido el cónyuge. Los legisladores eliminaron esta última disposición en el Código Civil y Comercial.
El profesor Córdoba ha sido uno de los puentes tendidos desde la doctrina argentina más moderna que ha permitido visibilizar los ingentes esfuerzos que desde el Derecho cubano se hace para reconstruir la doctrina científica del país en los cánones del Derecho hispanoamericano. Sus obras se han convertido en indudables fuentes en las que se ha abrevado desde la doctrina insular.
Ha de significarse que uno de sus principales aportes para el nuevo Código civil y comercial de la nación, a saber: la mejora asistencial a favor del legitimario con discapacidad (asentada en el artículo 2448) tuvo como una de sus fuentes – según las propias declaraciones del profesor-, la figura de los legitimarios asistenciales o herederos especialmente protegidos regulados en el Código civil cubano y las consiguientes fuentes teóricas que sustentan la exégesis de esa norma en dicho Código. Tal particular ilustra de manera precisa la comunicación fluida que ha existido entre la obra del profesor Córdoba y el Derecho civil de la isla caribeña.
Sus últimas investigaciones desarrollan una tendencia a crear la convicción de que el derecho, en su función de proveer a la armonía en la relación inter social, debe fundarse sobre los principios de solidaridad y equidad, sustituyendo así la idea generalizada que lo hace sobre el de la igualdad. Esto generó debate en la comunidad jurídica internacional. En el año 2013, con motivo de cumplirse los cincuenta años del discurso del presidente Kennedy, dictó una conferencia sobre equidad y solidaridad en el histórico Edificio del Parlamento de Berlín. En la oportunidad, la alcaldesa de Tempelhof/Schöneberg, Angelika Schöttler, destacó el aporte del jurista argentino y la Rundfunk Berlin-Grandeburg RBB, la Cancillería argentina y revista austríaca LSVD difundieron un elogio sobre el contenido expuesto.
Una de sus más valiosas contribuciones aporta a comprender cómo debe construirse el derecho a partir de la aplicación de la idea del “vigor hibrido” que impulsó exponiéndola por primera vez en la Universidad de Salzburgo, no obstante no ser su creador ya que corresponde a su hijo veterinario, Marcos Ignacio Córdoba. Este inspiró la aplicación del vigor híbrido, con origen en la biología, a las ciencias sociales, sintetizando en que cuando todos los individuos piensan igual no se produce enriquecimiento entre ellos, en tanto si cada uno aporta argumentos y conclusiones diversas, el poder sostener las originales obliga a robustecer sus fundamentos o modificar la conclusión. El término no debe llevar a creer que todo aporte de distintos causa mejoría pues ello requiere de rigurosa aplicación científica. Los diversos aportes culturales recibidos en Argentina como consecuencia de múltiples inmigraciones, organizados científicamente, se justifican en este proceso y de allí su influencia en Latinoamérica.

## Trayectoria académica
Profesor Emérito de la Universidad de Buenos Aires. 12 de julio de 2024.
Es catedrático de la Facultad de Derecho (Universidad de Buenos Aires) en Elementos de Derecho Civil desde el año 2023 y en Derecho de Familia y Sucesiones desde el año 2002.
En el contexto de la crisis económica del 2001 en Argentina, sus ideas sobre el rol de la buena fe en el derecho brindaron herramientas que cooperaron a dar soluciones a la gran cantidad de conflictos jurídicos que surgieron con motivo de la crisis. Su obra Tratado de la Buena Fe en el Derecho  despertó interés en diferentes países. En Chile, fue presentada en la Universidad de los Andes, por el Dr. Hernán Corral Talciani, decano en ese momento de la Facultad de Derecho; por el Dr. Riccardo Cardilli, de la Universidad de Salerno y el Dr. José Antonio Ramírez Arrayás, entre otros. Esta obra tuvo gran trascendencia en la doctrina chilena y colombiana, siendo receptada extensamente por académicos y científicos de diferentes ramas del derecho. La obra fue presentada también en la Universidade Federal do Rio Grande Do Sul, Brasil, oportunidad en la que expuso junto con los juristas brasileños Dra. Judith Martins-Costa (UFRGS), Dr. Luis Renato Ferreira da Silva (UFRGS), Claudia Lima Marques (UFRGS), Dra. Viviana Kluger. (Universidad de Buenos Aires) y Prof. Ruy Rosado de Aguiar Júnior.
Para difundir su obra, en 2006 formó parte del grupo de profesores que participaron del ciclo de conferencias con motivo de la visita del Catedrático italiano Guido Alpa a la Argentina, titulado La perspectiva europea como aporte para el derecho privado argentino organizado por la Facultad de Derecho de la Universidad de Buenos Aires, en el que debatió con Guido Alpa, Emanuele Lucchini Guastalla y Viviana Kluger.
En noviembre de 2007 participó del evento Le prospettive del diritto privato, organizado por el Consiglio Nazionale Forense, en el que compartió el estrado con juristas de la talla Guido Alpa-Presidente del Consiglio Nazionale Forense- de Victor Uckmar, Giovanni Iudica, Cesare Massimo Bianca y otros juristas.
En marzo de 2010 participó del V Congresso giuridico per l'aggiornamento forense, organizado por el Consiglio Nazionale Forense, ante centenares de juristas de distintos países, entre los que se encontraban Guido Alpa, Pietro Rescigno, Angelo Falzea, Giuseppe Conte, Alfredo Galasso, Andrea Mascherin, Pierluigi Tirale,  entre otros.
Cuando el presidente del Gabinete de Ministros de Italia, Giuseppe Conte, visitó la República Argentina con motivo de la Cumbre del G-20 de Buenos Aires dos universidades, la de Buenos Aires y la Abierta Interamericana lo nombraron doctor honoris causa. El designado para las correspondientes laudatio fue Córdoba, por su coincidencia intelectual con el premier en cuanto sus ideas sobre solidaridad jurídica, equidad y la empresa responsable.
Las principales instituciones italianas han sostenido: "En el Consiglio Nazionale Forense reiteradamente hemos apreciado su actividad y gracias a su intervención hemos organizado seminarios para analizar el derecho latinoamericano y, a través de estos seminarios, estos intercambios comunes y esta investigación común hemos logrado expresar mejores valores y encontramos en la ética y el derecho el fundamento de la convivencia social y también las semejanzas y diferencias, sobre todo las raíces comunes de Italia y Argentina en el ordenamiento jurídico y en nuestra cultura ”.
La embajadora de Italia en Argentina, Teresa Castaldo, dijo: “El profesor Córdoba ha contribuido en gran medida a consolidar la cooperación entre Italia y Argentina. Apreciamos desde hace muchos años su compromiso con el fortalecimiento de las relaciones bilaterales y, recientemente, con motivo de la visita del Consiglio Superiore della Magistratura italiana a Argentina, ello quedó de manifiesto”.
El presidente de la Comisión de Relaciones Internacionales del Consiglio Superiore della Magistratura de Italia (2014-2019), catedrático de Derecho Civil de la Universidad de Verona y ex decano de esa Facultad, profesor Alessio Zaccaria dijo, respecto de la obra de Córdoba: "La calidad científica de sus escritos, el alcance de su admirable compromiso en traducir a la ley los valores que deben distinguir a la sociedad que tiende al progreso contemporáneo en lo que respecta a los derechos fundamentales de la persona y que tiende aún más al progreso desde una perspectiva de fuerte valoración de los propios derechos, son de hecho bien conocidos también en Europa y sobre todo en Italia".
El Consejo Directivo del Colegio Público de Abogados de la Capital Federal, según acta N.º 18 del 5 de marzo de 2009, designó al Presidente del Consiglio Nazionale Forense, Prof. Guido Alpa y al Prof. Marcos M. Córdoba, en la presidencia del Consejo de Derecho Ítalo-Latinoamericano, siendo miembros los profesores: Fernando de la Rúa (Presidente de la República Argentina y catedrático de Derecho de la UBA) Ubaldo Perfetti; Carlo Vermiglio; Lucio del Paggio, Emanuele Lucchini Guastalla, Pier Luigi Tirale, Giuseppe Tucci, Viviana Kluger y Alejandro Laje, entre otros.
Su labor de difusión de la cultura jurídica italiana también fue reconocida con motivo del ciclo “In-Genio italiano. El arte italiano de innovar y construir el futuro ”, organizado por la Embajada de Italia en Buenos Aires 500 años después de la muerte de Leonardo da Vinci y con la participación de la Asociación de Magistrados Nacionales de la República Argentina.

## Honores, premios y distinciones (selección)
- Cavaliere di gran croce dell'Ordine al merito della Repubblica italiana

Ha sido designado Caballero de la Gran Cruz de la Orden al Mérito de la República Italiana, a propuesta de la Presidencia del Consejo de Ministros de la República Italiana. 27 de diciembre de 2019.
- Distinción “Senador Domingo F. Sarmiento”. En 2017 el Senado de la Nación Argentina lo reconoció con su máxima distinción por su obra emprendedora destinada a mejorar la calidad de vida de sus semejantes, de las instituciones y de sus comunidades.[43][44][45]

- La Ley N.º 4871 de la Ciudad Autónoma de Buenos Aires, lo designó Personalidad Destacada de las Ciencias Jurídicas. 5 de diciembre de 2013.[46][47]

- Medalla de Honor José Faustino Sánchez Carrión. Distinción otorgada por el Tribunal Constitucional (Perú), por su destacada trayectoria profesional y académica, consagrada a la defensa de los principios y valores del constitucionalismo y a la defensa, promoción y difusión de los derechos fundamentales. 28 de noviembre de 2022.[48]

- La obra Derecho Moderno, Liber Amicorum Marcos M. Córdoba, en tres tomos, fue realizado en su homenaje. En él intervinieron 103 autores que representan la cultura jurídica de 47 universidades de 9 países de América y Europa. Editorial Rubinzal Culzoni, 2013. ISBN 978-987-30-0411-7. La obra ha sido declarada de “Interés Jurídico de la Legislatura de la Ciudad Autónoma de Buenos Aires”, por resolución 417/2016.[49][50]

- Premio “Academia Nacional de Derecho y Ciencias Sociales de Córdoba”, 2008.[51][52]

- Premio “Maestro del Derecho”, Colegio Público de Abogados de la Capital Federal, 2009.[53]

- Profesor ad honorem de la Facultad de Derecho de la Universidad Católica de Uruguay, 10 de noviembre de 2017.

- Galardón "Excelencia Académica", Universidad de Buenos Aires, 2015, 2018 y 2022.[54]

- En junio de 2017, en ocasión de la jornada por los 30 años del Código civil cubano, recibió la condición de Miembro de honor de la Sociedad Cubana de Derecho civil y de familia,[55] máxima distinción que se otorga por dicha Sociedad para reconocer el trabajo continuo, sistemático y a la vez icónico de un jurista en un sector vital uniforme de las ciencias jurídicas y sus aportes al Derecho cubano.

- El Colegio de Abogados de La Plata y la Facultad de Derecho y Ciencias Políticas de la Universidad Católica de La Plata homenajearon al Dr. Marcos M. Córdoba en el marco de las Segundas Jornadas platenses de Derecho Sucesorio "El derecho sucesorio entre la solidaridad familiar y social". 18 de octubre de 2019.[56][57]

- Académico Correspondiente en la ciudad de Buenos Aires de la Academia Nacional de Derecho y Ciencias Sociales de Córdoba. 7 de marzo de 2023.

- Medalla conmemorativa del cuadragésimo aniversario de la Università degli Studi della Basilicata al Prof. Marcos Mauricio Cordoba por su valioso aporte a la realización y éxito de la conferencia “Ambiente, COVID-19 e long-COVID-19: Approccio Interdisciplinare per l’analisi delle ricadute su Salute, Organizzazione del Lavoro, Sistema Socio-Giuridico-Economico” y por su profundidad cultural: un jurista y académico de amplio espectro, orientado a propugnar el intercambio de conocimientos en Argentina e Italia con la teoría de la solidaridad. Potenza, 10 de octubre de 2023.

- “Visitante Ilustre” del Partido de Pilar, declarado por el Decreto N° 1140-13, del Intendente Municipal, Expediente N° 4699/13, del 24 de abril de 2013, en la oportunidad de participar en la Conferencia “Nuevas Formas de Familia y cómo Responde el Derecho ante la Crisis” y en virtud de sus antecedentes académicos y doctrinarios.

- “Huésped de Honor” del Partido de Carlos Casares - Provincia de Buenos Aires. Por Resolución 57/2024, el Intendente Municipal resuelve designar al Dr. Marcos Mauricio Córdoba como “Huésped de honor”, en el marco de su disertación sobre derechos agrarios en dicha localidad el 29 de noviembre de 2024.

## Libros publicados (selección)
- Director y coautor del “Tratado de la Familia”, Thomson Reuters-La Ley, Buenos Aires, 2020. ISBN 978-987-03-3880-2
- Director y coautor del “Tratado de la Buena Fe en el Derecho”. Editorial La Ley. Abril de 2004. Tomo 1° ISBN 987-03-0315-5. Tomo 2° ISBN 987-03-0338-2.[58]
- Autor de “Sucesiones”, Ed. Eudeba y Rubinzal Culzoni Editores, Buenos Aires, junio de 2016. ISBN 978-950-23-2590-3.
- Codirector junto con Guido Alpa y coautor de “La Mediación, nuevas investigaciones y aportes desde el Derecho Comparado”, Ed. Rubinzal Culzoni, Santa Fe, abril de 2015. ISBN 978-987-30-0559-6.
- Director de la obra “Derecho de Familia- Análisis Jurisprudencial”. Editorial La Ley. 2004. ISBN 978-987-03-0350-1.
- Director y coautor de la obra “Derecho de Familia- Parte General”. Editorial La Ley. 2002. ISBN 978-950-527-815-2.
- Autor de "Derechos del Heredero - La Posesión Hereditaria". Editorial La Ley. 1998.
- Autor de "Derecho Sucesorio". Editorial Universidad. Tomos I (1991), II (1992) y III (1993).
- Coordinador de la obra “COVID-19 Ambiente, salute e diritti umani. Il virus che ha tolto il respiro alla terra”, Ideado y Editado por Irene Coppola e Lucila Inés Córdoba, Editoriale Scientifica s.r.l., Napoli, 2020. ISBN 978-88-9391-972-2.
- Coordinador de la obra “Crisi pandemica e suo impatto sul sistema socio-giuridico-economico e culturale delle nazioni”, ideado y editado por Irene Coppola y Lucila Inés Córdoba, Editoriale Scientifica s.r.l., Napoli, octubre 2022. ISBN 979-12-5976-420-1.[59]
- Director y coautor del “Tratado de la Buena Fe y la Solidaridad Jurídica”, obra de tres tomos con 69 autores que representan 43 universidades de 11 países. Buenos Aires, 2023.

## Investigación científica formal (selección)
- Docente Investigador Categoría I. Ministerio de Educación, Ciencia y Tecnología de la República Argentina.[60]

- Director del Proyecto “Investigación para la creación de principios y normas tendientes a coadyuvar al efectivo cumplimiento de los deberes de asistencia”, Universidad de Buenos Aires (2008-2010).[61]

- Director del Proyecto “Investigación para definir y elaborar principios y normas tendientes a regular los pactos de uniones de convivencias solidarias”, Universidad de Buenos Aires (2011-2014).[62]

- Director del Proyecto “Investigación tendiente al reconocimiento de la solidaridad como principio general del derecho", Universidad de Buenos Aires (2014-2017).[63][64]

- Director del Proyecto de Investigación “La trascendencia económica del principio de solidaridad”, Universidad de Buenos Aires (2018-2020).[65]

## Asignaciones académicas
- Director y fundador del “Seminario Permanente sobre Investigación del Derecho de la Persona Humana, Familia y Sucesiones” del Instituto de Investigaciones Jurídicas y Sociales “Ambrosio L. Gioja” de la Universidad de Buenos Aires. El 16 de julio de 2015 la Legislatura de la Ciudad Autónoma de Buenos Aires lo declaró de “Interés Educativo de la Ciudad Autónoma de Buenos Aires”. Resolución 145/2015.[66]

- Director del Instituto de Derecho de Familia del Colegio Público de Abogados de la Capital Federal. Consejo Directivo 17 de julio de 2008.[67]

- Director de la Revista de Derecho de familia, Sucesiones y Persona Humana, de editorial Thomson Reuters-La Ley.

- Presidente de la Academia Internacional de Derecho de Sucesiones, 2019-2021.[68]

- Director de la Revista Derecho Moderno, de editorial Lajouane. Publicación con doble referato ciego internacional.

- Director de la Revista "Internacionalización del Derecho". Publicación con doble referato internacional. Editorial Thomson Reuters-La Ley, Buenos Aires, desde 2022.[69]

- Embajador de la Facultad de Ciencias Jurídicas y Sociales de la Universidad Nacional del Litoral. 27 de septiembre de 2023. Resolución N° 822-23 del Consejo Directivo.

- Miembro del “Comitato Scientifico” de la Revista Civilística “Jus Civile”. Messina, Italia. Enero de 2013 hasta la actualidad.[70]

- Miembro del “Comitato Scientifico” de “Pactum. Rivista di diritto dei contratti”. Editorial Pacini giuridica. Desde el 16/12/2021 hasta la actualidad.[71]